# Österreichischer Verein für Chemische und Metallurgische Produktion
Der Österreichische Verein für Chemische und Metallurgische Produktion, kurz Verein (tschechisch: Rakouský spolek pro chemickou a hutní výrobu, kurz Spolek), war ein österreichisches bzw. tschechisches Industrieunternehmen im Königreich Böhmen und der Tschechoslowakei. Zentrum der wirtschaftlichen Aktivitäten war Aussig (Ústí nad Labem). Sitz des Unternehmens war Prag.

## Geschichte

### Gründung
Im Februar 1856 kam es im Palais Schwarzenberg in Wien zur Gründung der Aktiengesellschaft Österreichischer Verein für chemische und metallurgische Produktion zu Aussig a. d. Elbe. Mit deren Leitung wurde der Chemiker Christian Gustav Clemm (1814–1866) betraut, wurde aber 1859 als Direktor der Aussiger Fabrik entlassen. Innerhalb eines Jahres wurde in einem angekauften Gelände bei Aussig die Produktion von chemischen Produkten aufgenommen. Gründer und Teilhaber waren böhmische und österreichische Adlige, welche erhebliche Mengen an Kapital in das Unternehmen einbrachten.
Nachfolger Clemms wurde Max Schaffner, der verschiedene Positionen im Unternehmen innehatte, ehe der anerkannte Chemiker Vorstandsvorsitzender wurde. Mit seinem Namen sind wesentliche Meilensteine der Unternehmensgeschichte verbunden.

### Marktführerschaft
Das Unternehmen arbeitete mit Solvay zusammen; ein Joint Venture namens Spolek-Solvay baute ein Netzwerk von Sodafabriken in Mittel- und Südosteuropa auf. Ab Mitte der 1880er Jahre war es das führende Unternehmen der chemischen Industrie in Österreich-Ungarn. Auch auf dem deutschen Markt war das Unternehmen erfolgreich, insbesondere in der elektrochemischen Produktion.
Nach Gründung der Tschechoslowakei 1918 wuchs der Einfluss der Živnostenská banka (Gewerbebank) auf die AG Aussiger Verein, die nun offiziell das Attribut „österreichischer“ im Unternehmensnamen strich. Weiterhin war sie Marktführer der tschechoslowakischen Chemieindustrie und kooperierte dank ihrer Kapitalressourcen nicht nur mit Solvay, sondern auch mit Ciba, der I.G. Farben, der Carbo Union und anderen.
Vor der deutschen Annexion der Tschechoslowakei im März 1939 besaß der Aussiger Verein Anteile an 46 Unternehmen und war bei 30 dieser Firmen Mehrheitseigner.

### Standorte
Vom Erfolg des Unternehmens profitierte auch die Stadt Aussig / Ústí nad Labem und deren Einwohner.
Weitere Standorte in der Tschechoslowakei wurden gegründet, so im Vorort Neštěmice, in Hrušov, in Sokolov und Ostrava.
Aus geostrategischen Gründen wurden auch einige Produktionsbereiche in den 1930er Jahren aus Nordböhmen in das Inland abgesiedelt, dabei entstand 1938 die „Spolana a.s.“ in Neratovice (für elektrolytische Anwendungen) sowie die „Synthesia“ in Pardubice (Herstellung organische Bleichmittel).

### Zweiter Weltkrieg
Ab 1938/39 wurde das Unternehmen in Aussig von der deutschen I.G. Farben kontrolliert, wobei Hans Kugler eine wesentliche Rolle spielte. Am Ende des Zweiten Weltkrieges wurden große Teile der Werksanlagen in Aussig durch Bombenangriffe zerstört.

### Verstaatlichung
Nach dem Krieg wurde das Unternehmen verstaatlicht und in verschiedene chemische Betriebe zerschlagen. Es erfolgte eine Umbenennung in „Tschechoslowakische Chemische Werke“ (Československé chemické závody) bzw. „Chemische Werke Ústí nad Labem“ (Ústecké chemické závody).

### Nachfolger
Nachfolger ist heute das Unternehmen Spolchemie (Spolek pro chemickou a hutní výrobu, akciová společnost).